# Lavoro immateriale

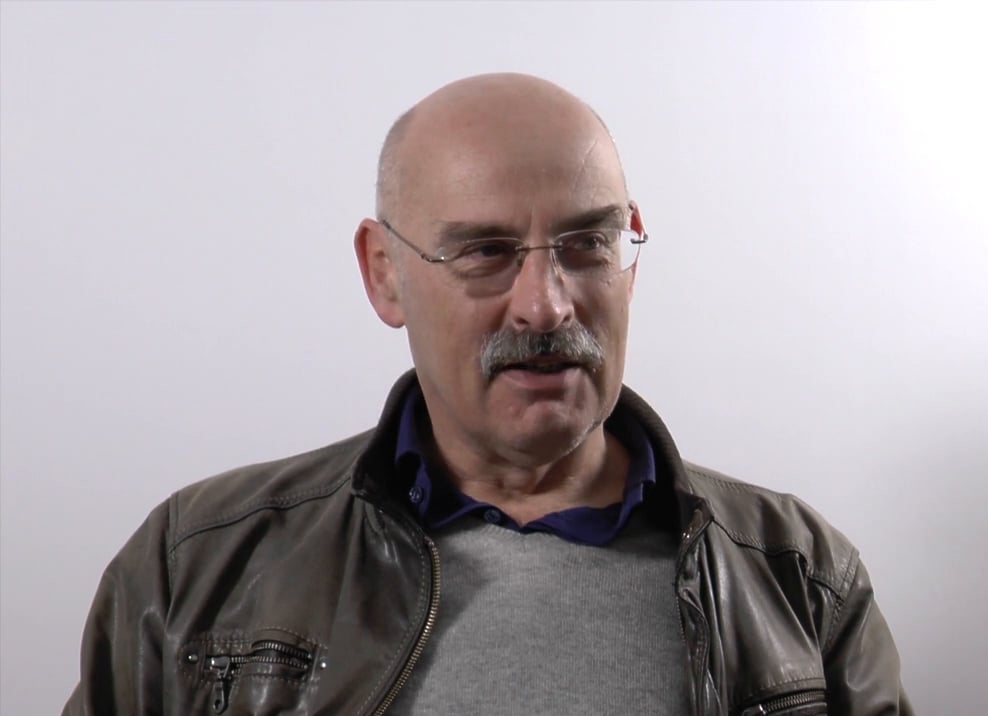
Maurizio Lazzarato in una intervista nel 2014

Il lavoro immateriale è un modello che si ispira all'economia politica di matrice marxista (in particolare alla filosofia politica autonomista) per descrivere il modo in cui il valore viene prodotto anche da attività affettive e cognitive che, in vari modi, vengono mercificate nelle economie capitalistiche.
Il concetto di lavoro immateriale è stato coniato nel 1996 dal sociologo e filosofo italiano Maurizio Lazzarato nel suo saggio Lavoro immateriale, pubblicato come contributo al pensiero radicale in Italia e curato da Virno e Hardt. È stato ripubblicato nel 1997 sotto il titolo Lavoro immateriale. Forme di vita e produzione di soggettività (Ombre corte). Lazzarato ha studiato a Padova negli anni Settanta, durante gli anni di piombo, ed è membro del gruppo editoriale della rivista Multitudes. Anche studiosi post-marxisti come Franco Berardi, Antonio Negri, Michael Hardt, Judith Revel e Paolo Virno, tra gli altri, hanno utilizzato il concetto di lavoro immateriale.

## Ambiti di applicazione

### Capitalismo digitale
Gli studi sul lavoro immateriale analizzano anche industrie altamente tecnologiche, benché il lavoro immateriale esista ben da prima delle tecnologie digitali, in quanto riguarda l'adempimento dei ruoli di genere e domestici e altri aspetti del lavoro affettivo e cognitivo.
Alcuni temi comunemente associati al lavoro immateriale nel contesto di Internet sono il lavoro digitale, la produzione di contenuti generati dagli utenti basata sui beni comuni (commons), che possono includere l'open source, i software gratuiti, il crowdsourcing e gli accordi di licenza flessibili; ancora, il collasso del diritto d'autore nel contesto dell'ambiguità della condivisione di opere creative nell'era digitale, il lavoro di cura digitale e altre condizioni prodotte dalla partecipazione ad ambienti sociali nell'ambito dell'economia digitale e della conoscenza.

### Femminismo
Il femminismo ha assorbito il dibattito sul lavoro immateriale per descrivere le condizioni e le fatiche alienanti legate al lavoro di cura, alla performance di genere e al lavoro domestico. La campagna Salario contro il lavoro domestico, co-fondata nel 1972 in Italia da Selma James, chiedeva un salario per il lavoro domestico in un contesto di privatizzazione diseguale e basata sul genere del lavoro di produzione sociale, in cui ruoli tradizionalmente femminili come il lavoro di cura sono sottovalutati.
La scrittrice femminista postcoloniale Lisa Nakamura, come anche altre autrici, considera lavoro immateriale la rappresentazione dell'identità online e dell'identità razziale, nonché le performance identitarie, definite anche “avatarizzazione del sé”. Nakamura si interroga sul ruolo delle donne di colore integrate nel circuito della produzione, dove spesso vengono prese di mira. In “Indigenous Circuits: Navajo Women and the Racialization of Early Electronic Manufacture” Nakamura si rifà a Manifesto Cyborg (della teorica femminista Donna Haraway) per comprendere il ruolo della catena di produzione e la mercificazione del lavoro tessile delle donne Navajo. Questo rapporto tra lavoro artigianale e industriale si collega a concetti più ampi quali gli stereotipi di genere, la sorveglianza sociale e le politiche identitarie della globalizzazione.
Gli accordi di consenso e i contratti tra le piattaforme di social media o di contenuti generati dagli utenti e tali utenti sono stati proposti come un modo per ridurre al minimo il lavoro immateriale, consentendo agli utenti di avere un maggiore controllo sull'uso e sulla circolazione dei contenuti, dei dati e dei metadati che producono.

### Opere creative
L'idea di "lavoro creativo" è stata analizzata nel contesto del concetto di lavoro immateriale.
Secondo alcuni, la condivisione onnipresente consentita dall'era digitale ha reso più difficile per gli artisti e i creatori rivendicare la propria paternità sulle loro opere, creando una situazione inevitabile di lavoro immateriale nella partecipazione a molte piattaforme online.

## Critica

### Dibattito sulla contrapposizione tra lavoro materiale e immateriale
Secondo i detrattori del concetto di lavoro immateriale, sebbene il lavoro possa produrre merci affettive e cognitive definibili come lavoro immateriale, esso è comunque sempre incarnato, mantenendo dei correlati nel mondo fisico, materiale.
Le femministe autonomiste hanno anche criticato l'utilizzo della parola "immateriale" per descrivere il lavoro affettivo e di cura, che mantiene per definizione una componente affettiva e incarnata.